# Бойко Чавдаров
Бойко Стайков Чавдаров, с псевдоними Бойко и Боянка, е български учител и революционер, дедеагачки войвода на Вътрешната македоно-одринска революционна организация.

## Биография
Чавдаров е роден в 1880 година в Домуздере, в Османската империя, днес Нипса, в Гърция. Родители са му Мара и Стайко, има сестра Груда и брат Стоян. Завършва гимназията „Д-р Петър Берон” в Одрин. Работи като учител в Раклица, Лозенградско (1899 - 1900), в родното си село и други места. Става член на ВМОРО, формира революционни комитети и създава канали за набавяне на оръжие. През септември 1902 година формира революционен комитет в Домуздере. Христо Караманджуков го нарича:
| „ | много активен и ревностен работник | “ |

С негово съдействие на 8/12 септември на Малка Богородица, събора на Домуздере, се състои околийска сбирка с присъствието на ръководителя Константин Антонов, в която участват учители от околните села.
От 1904 година след разкрития на властите е нелегален, а от декември 1905 година е районен войвода. През пролетта на 1907 година подготвя нова чета. През ноември 1907 година участва в съвещанието в Лъджакьой заедно с Лазар Маджаров и Петър Васков и в завързалото се сражение с турски аскер. Убит е на 20 януари 1908 година в Окуф, Дедеагачко в сражение с турска войска.
Според вестник „Илинден“ в убийството на Чавдаров е замесен българският архиерейски наместник в Дедеагач поп Тодор Попниколов. „Одрински глас“ в №6 потвърждава, че поп Тодор е предал Чавдаров, но това станало, защото Чавдаров бил побеснял след смъртта на другарите му Маджаров и Васков, предадени от местни селяни и по този повод извършил убийства на редица заподозрени. В №7 обаче „Одрински глас“ отхвърля версията, че в предателството е замесен местния свещеник, а твърди, че Чавдаров и двама му четници са предадени от пазвантина на селото. Тримата пристигнали в Окуф в началото на януари, пазвантинът на влизане ги видял, проследил ги, и ги издал във Фере. На 7 (20) януари 1500 души пехота и конници обграждат Окуф. Чавдаров с двамата си четници се опитва да пробие обръча, но пада убит в северната част на селото, единият му четник е ранен и пленен, а другият се спасява. В Чавдаров са намерени 800 лири. Тялото му е насечено на късове и е забранено да се погребе. Много от жителите на селото са бити, а петима са арестувани – Яни Николов, Петко Дервенджи, син му Димитър, Атанас Стаматов, Митрю Киров от Дедеагач.